# Anne Berge
Anne Ragna Berge, norveška alpska smučarka, * 31. januar 1966, Sandvika, Norveška.
Nastopila je na Olimpijskih igrah 1992, kjer je bila peta v kombinaciji, osma v slalomu ter 21. v veleslalomu in superveleslalomu. V dveh nastopih na svetovnih prvenstvih je dosegla deveto in enajsto mesto v slalomu, devetnajsto v veleslalomu ter 27. v superveleslalomu. V svetovnem pokalu je tekmovala pet sezon med letoma 1990 in 1995 ter dosegla eno uvrstitev na stopničke v veleslalomu. V skupnem seštevku svetovnega pokala je bila najvišje na 36. mestu leta 1993, ko je bila tudi deseta v veleslalomskem seštevku.